# Kunstfiber
Kunstfiber, kemofiber, plastfiber eller syntetisk fiber er kunstigt fremstillet fiber, en af de to hovedgrupper af fibre anvendt i tekstiler.  Den anden gruppe er naturfiber.  Kunstfiber kan være blandt andet være polyester, polyamid, akryl, polyuretan.  Regenererede cellulosefiber (for eksempel viskose) er også kunstfiber.

## Kunstfiber
- Genererede fibre
  - Regenererede cellulose
    - kupro
    - modal (tekstil)
    - viskose

  - Celluloseacetat
    - acetat
    - triacetat

  - Øvrige genererede fibre
    - protein
- Syntetiske fibre
  - akryl
  - elastan
  - kulfiber
  - modakryl
  - polyamid (nylon)
  - polyester
  - polyethen
  - polypropen
  - vinyl
- Uorganiske fibrer
  - glasfiber
  - metalfiber

## Tekstiler
| Fibertype             | Forbrug i 1000 ton | Forbrug i % av total |
| --------------------- | ------------------ | -------------------- |
| Bomuld                | 674,7              | 30,3                 |
| Uld                   | 358,4              | 16,1                 |
| Polyester             | 447,9              | 20,1                 |
| Polyakryl             | 279,5              | 12,6                 |
| Polyamid              | 210,3              | 9,4                  |
| Regenereret cellulose | 225,2              | 10,1                 |
| Andre                 | 30,0               | 1,4                  |
| Total                 | 2 260              | 100                  |